# Drepanochloris
Drepanochloris, rod slatkovodnih zelenih algi iz porodice Selenastraceae, dio reda Selenastraceae. Postoje svega dvije priznate vrste

## Vrste
1. Drepanochloris nannoselene (Skuja) Marvan, Komárek & Comas - tipična
2. Drepanochloris uherkovichii Marvan, Komárek & Comas